# Tour d'Italie féminin 2006
La 17e édition du Tour d'Italie féminin (Giro Donne 2006, Giro d'Italia Internazionale Femminile en italien) a lieu du 30 juin au 9 juillet 2006. La course fait partie du calendrier UCI féminin en catégorie 2.1. 
Nicole Brändli remporte le contre-la-montre inaugural. Les étapes se concluant au sprint se succèdent. Regina Schleicher remporte la première, Olga Slyusareva les deux suivantes s'emparant au passage du maillot rose. Marta Vilajosana parvient à finir seule sur la cinquième étape quatre secondes avant le peloton. Le lendemain, Olga Slyusareva gagne une troisième étape. Sur la septième étape, Susanne Ljungskog s'échappe sous la flamme rouge pour aller s'imposer et se replacer au passage au classement général alors que Brändli en reprend la tête. Oenone Wood et Regina Schleicher remportent les deux étapes suivantes au sprint. La dernière étape, qui se conclut en haut de la Madonna del Ghisallo, est décisive Ljungskog n'ayant qu'une seconde de retard sur Brändli. Edita Pučinskaitė profite de leur marquage pour aller s'imposer seule et remporter ce Tour d'Italie. Elle prend au passage le maillot de meilleure grimpeuse. Nicole Brändli est deuxième du classement général, Susanne Ljungskog troisième et vainqueur du classement par points pour un point. Olga Slyusareva est la meilleure sprinteuse et Top Girls Fassa Bortolo Raxy Line la meilleure équipe.

## Présentation

### Équipes
| Équipes féminines professionnelles (15)- A.S. Team FRW - Buitenpoort-Flexpoint - Bizkaia-Panda Software-Durango - Bianchi-Aliverti-Kookai - Bigla - Fenixs-Colnago - Giant Pro Cycling - Nobili Rubinetterie-Menikini - Equipe Nürnberger Versicherung - Safi-Pasta Zara Manhattan - Saccarelli EMU Marsciano - SC Michela Fanini Record Rox - Top Girls Fassa Bortolo Raxy Line - USC Chirio Forno d'Asolo - Vlaanderen-Capri Sonne-T Interim Équipes nationales (2)- Australie - Espagne |
| |

### Favorites
Fabiana Luperini vient de remporter le championnat d'Italie et est donc en forme, fait figure de favorite. La vainqueur sortante Nicole Brändli est également une prétendante, tout comme Edita Pučinskaitė, la championne du monde Regina Schleicher et la lauréate 2002 Svetlana Boubnenkova, bien que cette dernière ait chuté pendant le championnat de Russie sur route.

## Étapes
| Étape     | Date     | Villes étapes                     | type                        | Distance (km) | Vainqueur d'étape | Leader du classement général |
| --------- | -------- | --------------------------------- | --------------------------- | ------------- | ----------------- | ---------------------------- |
| 1re étape | 30 juin  | Formello – Formello               | contre-la-montre individuel | 5,2           | Nicole Brändli    | Nicole Brändli               |
| 2e étape  | 1 juill. | Formello – Formello               |                             | 115           | Regina Schleicher | Nicole Brändli               |
| 3e étape  | 2 juill. | San Martino al Cimino – Marsciano |                             | 130           | Olga Sljussarewa  | Nicole Brändli               |
| 4e étape  | 3 juill. | Orvieto – Arezzo                  |                             | 130           | Olga Sljussarewa  | Olga Sljussarewa             |
| 5e étape  | 4 juill. | Pescia – Pescia                   |                             | 92            | Marta Vilajosana  | Olga Sljussarewa             |
| 6e étape  | 5 juill. | Serravalle Scrivia – Novi Ligure  |                             | 73            | Olga Sljussarewa  | Olga Sljussarewa             |
| 7e étape  | 6 juill. | sanctuaire de Vicoforte – Mondovi | étape de moyenne montagne   | 100           | Susanne Ljungskog | Nicole Brändli               |
| 8e étape  | 7 juill. | Coni – Fossano                    | étape vallonnée             | 90            | Oenone Wood       | Nicole Brändli               |
| 9e étape  | 8 juill. | Abbiategrasso – Abbiategrasso     |                             | 88            | Regina Schleicher | Nicole Brändli               |
| 10e étape | 9 juill. | Erba – Madonna del Ghisallo       | étape de moyenne montagne   | 71            | Edita Pučinskaitė | Edita Pučinskaitė            |

## Déroulement de la course

### 1reétape
La première étape est un contre-la-montre individuel en faux-plat. Nicole Brändli s'impose comme l'an passé. Regina Schleicher perd une minute vingt secondes. 
| \| Classement de l'étape \| Classement de l'étape \| Classement de l'étape \| Classement de l'étape \| Classement de l'étape \| \| Coureur \| Coureur \| Pays \| Équipe \| Temps \| \| --------------------- \| --------------------- \| --------------------- \| --------------------------------- \| --------------------- \| \| 1re \| Nicole Brändli \| Suisse \| Bigla \| 8 min 04 s \| \| 2e \| Linda Villumsen \| Danemark \| Buitenpoort-Flexpoint \| + 3 s \| \| 3e \| Zulfiya Zabirova \| Kazakhstan \| Bigla \| + 7 s \| \| 4e \| Edita Pučinskaitė \| Lituanie \| Nobili Rubinetterie-Menikini \| + 10 s \| \| 5e \| Fabiana Luperini \| Italie \| Top Girls Fassa Bortolo Raxy Line \| + 10 s \| \| 6e \| Susanne Ljungskog \| Suède \| Buitenpoort-Flexpoint \| + 11 s \| \| 7e \| Olga Sljussarewa \| Russie \| Fenixs-Colnago \| + 16 s \| \| 8e \| Annette Beutler \| Suisse \| Buitenpoort-Flexpoint \| + 18 s \| \| 9e \| Andrea Graus \| Autriche \| Bigla \| + 19 s \| \| 10e \| Svetlana Boubnenkova \| Russie \| Fenixs-Colnago \| + 20 s \| |                      |            |                                   |            |
| |                      |            |                                   |            |
| |                      |            |                                   |            |
| Classement de l'étape |                      |            |                                   |            |
| Coureur | Coureur              | Pays       | Équipe                            | Temps      |
| 1re | Nicole Brändli       | Suisse     | Bigla                             | 8 min 04 s |
| 2e | Linda Villumsen      | Danemark   | Buitenpoort-Flexpoint             | + 3 s      |
| 3e | Zulfiya Zabirova     | Kazakhstan | Bigla                             | + 7 s      |
| 4e | Edita Pučinskaitė    | Lituanie   | Nobili Rubinetterie-Menikini      | + 10 s     |
| 5e | Fabiana Luperini     | Italie     | Top Girls Fassa Bortolo Raxy Line | + 10 s     |
| 6e | Susanne Ljungskog    | Suède      | Buitenpoort-Flexpoint             | + 11 s     |
| 7e | Olga Sljussarewa     | Russie     | Fenixs-Colnago                    | + 16 s     |
| 8e | Annette Beutler      | Suisse     | Buitenpoort-Flexpoint             | + 18 s     |
| 9e | Andrea Graus         | Autriche   | Bigla                             | + 19 s     |
| 10e | Svetlana Boubnenkova | Russie     | Fenixs-Colnago                    | + 20 s     |

### 2eétape
L'étape se conclut au sprint et Regina Schleicher se montre la plus rapide.
| \| Classement de l'étape \| Classement de l'étape \| Classement de l'étape \| Classement de l'étape \| Classement de l'étape \| \| Coureur \| Coureur \| Pays \| Équipe \| Temps \| \| --------------------- \| --------------------- \| --------------------- \| --------------------------------- \| --------------------- \| \| 1re \| Regina Schleicher \| Allemagne \| Equipe Nürnberger Versicherung \| 2 h 55 min 16 s \| \| 2e \| Sigrid Corneo \| Italie \| Nobili Rubinetterie-Menikini \| + 0 s \| \| 3e \| Nicole Brändli \| Suisse \| Bigla \| + 0 s \| \| 4e \| Kate Nichols \| Australie \| Australie \| + 0 s \| \| 5e \| Annette Beutler \| Suisse \| Buitenpoort-Flexpoint \| + 0 s \| \| 6e \| Volha Hayeva \| Biélorussie \| Bianchi-Aliverti-Kookai \| + 0 s \| \| 7e \| Monia Baccaille \| Italie \| Saccarelli EMU Marsciano \| + 0 s \| \| 8e \| Tatiana Guderzo \| Italie \| Top Girls Fassa Bortolo Raxy Line \| + 0 s \| \| 9e \| Olga Sljussarewa \| Russie \| Fenixs-Colnago \| + 0 s \| \| 10e \| Gessica Turato \| Italie \| USC Chirio Forno d'Asolo \| + 0 s \| |                   |             |                                   |                 |
| |                   |             |                                   |                 |
| |                   |             |                                   |                 |
| Classement de l'étape |                   |             |                                   |                 |
| Coureur | Coureur           | Pays        | Équipe                            | Temps           |
| 1re | Regina Schleicher | Allemagne   | Equipe Nürnberger Versicherung    | 2 h 55 min 16 s |
| 2e | Sigrid Corneo     | Italie      | Nobili Rubinetterie-Menikini      | + 0 s           |
| 3e | Nicole Brändli    | Suisse      | Bigla                             | + 0 s           |
| 4e | Kate Nichols      | Australie   | Australie                         | + 0 s           |
| 5e | Annette Beutler   | Suisse      | Buitenpoort-Flexpoint             | + 0 s           |
| 6e | Volha Hayeva      | Biélorussie | Bianchi-Aliverti-Kookai           | + 0 s           |
| 7e | Monia Baccaille   | Italie      | Saccarelli EMU Marsciano          | + 0 s           |
| 8e | Tatiana Guderzo   | Italie      | Top Girls Fassa Bortolo Raxy Line | + 0 s           |
| 9e | Olga Sljussarewa  | Russie      | Fenixs-Colnago                    | + 0 s           |
| 10e | Gessica Turato    | Italie      | USC Chirio Forno d'Asolo          | + 0 s           |

| \| Classement général \| Classement général \| Classement général \| Classement général \| Classement général \| \| Coureur \| Coureur \| Pays \| Équipe \| Temps \| \| ------------------ \| -------------------- \| ------------------ \| --------------------------------- \| ------------------ \| \| 1re \| Nicole Brändli \| Suisse \| Bigla \| 3 h 03 min 16 s \| \| 2e \| Linda Villumsen \| Danemark \| Buitenpoort-Flexpoint \| + 5 s \| \| 3e \| Zulfiya Zabirova \| Kazakhstan \| Bigla \| + 11 s \| \| 4e \| Edita Pučinskaitė \| Lituanie \| Nobili Rubinetterie-Menikini \| + 14 s \| \| 5e \| Fabiana Luperini \| Italie \| Top Girls Fassa Bortolo Raxy Line \| + 14 s \| \| 6e \| Susanne Ljungskog \| Suède \| Buitenpoort-Flexpoint \| + 15 s \| \| 7e \| Olga Sljussarewa \| Russie \| Fenixs-Colnago \| + 17 s \| \| 8e \| Annette Beutler \| Suisse \| Buitenpoort-Flexpoint \| + 22 s \| \| 9e \| Andrea Graus \| Autriche \| Bigla \| + 23 s \| \| 10e \| Svetlana Boubnenkova \| Russie \| Fenixs-Colnago \| + 24 s \| |                      |            |                                   |                 |
| |                      |            |                                   |                 |
| |                      |            |                                   |                 |
| Classement général |                      |            |                                   |                 |
| Coureur | Coureur              | Pays       | Équipe                            | Temps           |
| 1re | Nicole Brändli       | Suisse     | Bigla                             | 3 h 03 min 16 s |
| 2e | Linda Villumsen      | Danemark   | Buitenpoort-Flexpoint             | + 5 s           |
| 3e | Zulfiya Zabirova     | Kazakhstan | Bigla                             | + 11 s          |
| 4e | Edita Pučinskaitė    | Lituanie   | Nobili Rubinetterie-Menikini      | + 14 s          |
| 5e | Fabiana Luperini     | Italie     | Top Girls Fassa Bortolo Raxy Line | + 14 s          |
| 6e | Susanne Ljungskog    | Suède      | Buitenpoort-Flexpoint             | + 15 s          |
| 7e | Olga Sljussarewa     | Russie     | Fenixs-Colnago                    | + 17 s          |
| 8e | Annette Beutler      | Suisse     | Buitenpoort-Flexpoint             | + 22 s          |
| 9e | Andrea Graus         | Autriche   | Bigla                             | + 23 s          |
| 10e | Svetlana Boubnenkova | Russie     | Fenixs-Colnago                    | + 24 s          |

### 3eétape
L'étape se termine de nouveau par un sprint. Olga Slyusareva devance Schleicher.
| \| Classement de l'étape \| Classement de l'étape \| Classement de l'étape \| Classement de l'étape \| Classement de l'étape \| \| Coureur \| Coureur \| Pays \| Équipe \| Temps \| \| --------------------- \| --------------------- \| --------------------- \| --------------------------------- \| --------------------- \| \| 1re \| Olga Sljussarewa \| Russie \| Fenixs-Colnago \| 2 h 48 min 43 s \| \| 2e \| Regina Schleicher \| Allemagne \| Equipe Nürnberger Versicherung \| + 0 s \| \| 3e \| Katia Longhin \| Italie \| Top Girls Fassa Bortolo Raxy Line \| + 0 s \| \| 4e \| Giorgia Bronzini \| Italie \| A.S. Team FRW \| + 0 s \| \| 5e \| Małgorzata Wysocka \| Pologne \| SC Michela Fanini Record Rox \| + 0 s \| \| 6e \| Rochelle Gilmore \| Australie \| Safi-Pasta Zara Manhattan \| + 0 s \| \| 7e \| Monia Baccaille \| Italie \| Saccarelli EMU Marsciano \| + 0 s \| \| 8e \| Susanne Ljungskog \| Suède \| Buitenpoort-Flexpoint \| + 0 s \| \| 9e \| Annette Beutler \| Suisse \| Buitenpoort-Flexpoint \| + 0 s \| \| 10e \| Volha Hayeva \| Biélorussie \| Bianchi-Aliverti-Kookai \| + 0 s \| |                    |             |                                   |                 |
| |                    |             |                                   |                 |
| |                    |             |                                   |                 |
| Classement de l'étape |                    |             |                                   |                 |
| Coureur | Coureur            | Pays        | Équipe                            | Temps           |
| 1re | Olga Sljussarewa   | Russie      | Fenixs-Colnago                    | 2 h 48 min 43 s |
| 2e | Regina Schleicher  | Allemagne   | Equipe Nürnberger Versicherung    | + 0 s           |
| 3e | Katia Longhin      | Italie      | Top Girls Fassa Bortolo Raxy Line | + 0 s           |
| 4e | Giorgia Bronzini   | Italie      | A.S. Team FRW                     | + 0 s           |
| 5e | Małgorzata Wysocka | Pologne     | SC Michela Fanini Record Rox      | + 0 s           |
| 6e | Rochelle Gilmore   | Australie   | Safi-Pasta Zara Manhattan         | + 0 s           |
| 7e | Monia Baccaille    | Italie      | Saccarelli EMU Marsciano          | + 0 s           |
| 8e | Susanne Ljungskog  | Suède       | Buitenpoort-Flexpoint             | + 0 s           |
| 9e | Annette Beutler    | Suisse      | Buitenpoort-Flexpoint             | + 0 s           |
| 10e | Volha Hayeva       | Biélorussie | Bianchi-Aliverti-Kookai           | + 0 s           |

| \| Classement général \| Classement général \| Classement général \| Classement général \| Classement général \| \| Coureur \| Coureur \| Pays \| Équipe \| Temps \| \| ------------------ \| ------------------ \| ------------------ \| --------------------------------- \| ------------------ \| \| 1re \| Nicole Brändli \| Suisse \| Bigla \| 5 h 51 min 59 s \| \| 2e \| Olga Sljussarewa \| Russie \| Fenixs-Colnago \| + 4 s \| \| 3e \| Linda Villumsen \| Danemark \| Buitenpoort-Flexpoint \| + 5 s \| \| 4e \| Edita Pučinskaitė \| Lituanie \| Nobili Rubinetterie-Menikini \| + 14 s \| \| 5e \| Susanne Ljungskog \| Suède \| Buitenpoort-Flexpoint \| + 15 s \| \| 6e \| Zulfiya Zabirova \| Kazakhstan \| Bigla \| + 22 s \| \| 7e \| Annette Beutler \| Suisse \| Buitenpoort-Flexpoint \| + 22 s \| \| 8e \| Fabiana Luperini \| Italie \| Top Girls Fassa Bortolo Raxy Line \| + 25 s \| \| 9e \| Monia Baccaille \| Italie \| Saccarelli EMU Marsciano \| + 29 s \| \| 10e \| Loes Gunnewijk \| Pays-Bas \| Buitenpoort-Flexpoint \| + 33 s \| |                   |            |                                   |                 |
| |                   |            |                                   |                 |
| |                   |            |                                   |                 |
| Classement général |                   |            |                                   |                 |
| Coureur | Coureur           | Pays       | Équipe                            | Temps           |
| 1re | Nicole Brändli    | Suisse     | Bigla                             | 5 h 51 min 59 s |
| 2e | Olga Sljussarewa  | Russie     | Fenixs-Colnago                    | + 4 s           |
| 3e | Linda Villumsen   | Danemark   | Buitenpoort-Flexpoint             | + 5 s           |
| 4e | Edita Pučinskaitė | Lituanie   | Nobili Rubinetterie-Menikini      | + 14 s          |
| 5e | Susanne Ljungskog | Suède      | Buitenpoort-Flexpoint             | + 15 s          |
| 6e | Zulfiya Zabirova  | Kazakhstan | Bigla                             | + 22 s          |
| 7e | Annette Beutler   | Suisse     | Buitenpoort-Flexpoint             | + 22 s          |
| 8e | Fabiana Luperini  | Italie     | Top Girls Fassa Bortolo Raxy Line | + 25 s          |
| 9e | Monia Baccaille   | Italie     | Saccarelli EMU Marsciano          | + 29 s          |
| 10e | Loes Gunnewijk    | Pays-Bas   | Buitenpoort-Flexpoint             | + 33 s          |

### 4eétape
Un peloton réduit se dispute la victoire, comme la veille Olga Slyusareva se montre la plus rapide. Par le jeu des bonifications, elle prend le maillot rose.
| \| Classement de l'étape \| Classement de l'étape \| Classement de l'étape \| Classement de l'étape \| Classement de l'étape \| \| Coureur \| Coureur \| Pays \| Équipe \| Temps \| \| --------------------- \| --------------------- \| --------------------- \| --------------------------------- \| --------------------- \| \| 1re \| Olga Sljussarewa \| Russie \| Fenixs-Colnago \| 3 h 43 min 48 s \| \| 2e \| Noemi Cantele \| Italie \| Bigla \| + 0 s \| \| 3e \| Monia Baccaille \| Italie \| Saccarelli EMU Marsciano \| + 0 s \| \| 4e \| Edita Pučinskaitė \| Lituanie \| Nobili Rubinetterie-Menikini \| + 0 s \| \| 5e \| Eneritz Iturriaga \| Espagne \| Top Girls Fassa Bortolo Raxy Line \| + 0 s \| \| 6e \| Susanne Ljungskog \| Suède \| Buitenpoort-Flexpoint \| + 0 s \| \| 7e \| Nicole Brändli \| Suisse \| Bigla \| + 0 s \| \| 8e \| Cristina Alcalde \| Espagne \| Bizkaia-Panda Software-Durango \| + 0 s \| \| 9e \| Tatiana Guderzo \| Italie \| Top Girls Fassa Bortolo Raxy Line \| + 0 s \| \| 10e \| Svetlana Boubnenkova \| Russie \| Fenixs-Colnago \| + 0 s \| |                      |          |                                   |                 |
| |                      |          |                                   |                 |
| |                      |          |                                   |                 |
| Classement de l'étape |                      |          |                                   |                 |
| Coureur | Coureur              | Pays     | Équipe                            | Temps           |
| 1re | Olga Sljussarewa     | Russie   | Fenixs-Colnago                    | 3 h 43 min 48 s |
| 2e | Noemi Cantele        | Italie   | Bigla                             | + 0 s           |
| 3e | Monia Baccaille      | Italie   | Saccarelli EMU Marsciano          | + 0 s           |
| 4e | Edita Pučinskaitė    | Lituanie | Nobili Rubinetterie-Menikini      | + 0 s           |
| 5e | Eneritz Iturriaga    | Espagne  | Top Girls Fassa Bortolo Raxy Line | + 0 s           |
| 6e | Susanne Ljungskog    | Suède    | Buitenpoort-Flexpoint             | + 0 s           |
| 7e | Nicole Brändli       | Suisse   | Bigla                             | + 0 s           |
| 8e | Cristina Alcalde     | Espagne  | Bizkaia-Panda Software-Durango    | + 0 s           |
| 9e | Tatiana Guderzo      | Italie   | Top Girls Fassa Bortolo Raxy Line | + 0 s           |
| 10e | Svetlana Boubnenkova | Russie   | Fenixs-Colnago                    | + 0 s           |

| \| Classement général \| Classement général \| Classement général \| Classement général \| Classement général \| \| Coureur \| Coureur \| Pays \| Équipe \| Temps \| \| ------------------ \| -------------------- \| ------------------ \| --------------------------------- \| ------------------ \| \| 1re \| Olga Sljussarewa \| Russie \| Fenixs-Colnago \| 9 h 35 min 39 s \| \| 2e \| Nicole Brändli \| Suisse \| Bigla \| + 8 s \| \| 3e \| Edita Pučinskaitė \| Lituanie \| Nobili Rubinetterie-Menikini \| + 22 s \| \| 4e \| Susanne Ljungskog \| Suède \| Buitenpoort-Flexpoint \| + 23 s \| \| 5e \| Annette Beutler \| Suisse \| Buitenpoort-Flexpoint \| + 30 s \| \| 6e \| Monia Baccaille \| Italie \| Saccarelli EMU Marsciano \| + 33 s \| \| 7e \| Fabiana Luperini \| Italie \| Top Girls Fassa Bortolo Raxy Line \| + 33 s \| \| 8e \| Linda Villumsen \| Danemark \| Buitenpoort-Flexpoint \| + 37 s \| \| 9e \| Noemi Cantele \| Italie \| Bigla \| + 41 s \| \| 10e \| Svetlana Boubnenkova \| Russie \| Fenixs-Colnago \| + 43 s \| |                      |          |                                   |                 |
| |                      |          |                                   |                 |
| |                      |          |                                   |                 |
| Classement général |                      |          |                                   |                 |
| Coureur | Coureur              | Pays     | Équipe                            | Temps           |
| 1re | Olga Sljussarewa     | Russie   | Fenixs-Colnago                    | 9 h 35 min 39 s |
| 2e | Nicole Brändli       | Suisse   | Bigla                             | + 8 s           |
| 3e | Edita Pučinskaitė    | Lituanie | Nobili Rubinetterie-Menikini      | + 22 s          |
| 4e | Susanne Ljungskog    | Suède    | Buitenpoort-Flexpoint             | + 23 s          |
| 5e | Annette Beutler      | Suisse   | Buitenpoort-Flexpoint             | + 30 s          |
| 6e | Monia Baccaille      | Italie   | Saccarelli EMU Marsciano          | + 33 s          |
| 7e | Fabiana Luperini     | Italie   | Top Girls Fassa Bortolo Raxy Line | + 33 s          |
| 8e | Linda Villumsen      | Danemark | Buitenpoort-Flexpoint             | + 37 s          |
| 9e | Noemi Cantele        | Italie   | Bigla                             | + 41 s          |
| 10e | Svetlana Boubnenkova | Russie   | Fenixs-Colnago                    | + 43 s          |

### 5eétape
Marta Vilajosana attaque au bout de cinq kilomètres. Elle parvient à se maintenir en tête et gagne avec quatre secondes d'avance sur un peloton réglé par Charlotte Becker.
| \| Classement de l'étape \| Classement de l'étape \| Classement de l'étape \| Classement de l'étape \| Classement de l'étape \| \| Coureur \| Coureur \| Pays \| Équipe \| Temps \| \| --------------------- \| --------------------- \| --------------------- \| --------------------------------- \| --------------------- \| \| 1re \| Marta Vilajosana \| Espagne \| Nobili Rubinetterie-Menikini \| 2 h 22 min 40 s \| \| 2e \| Charlotte Becker \| Allemagne \| Fenixs-Colnago \| + 4 s \| \| 3e \| Annette Beutler \| Suisse \| Buitenpoort-Flexpoint \| + 4 s \| \| 4e \| Andrea Graus \| Autriche \| Bigla \| + 4 s \| \| 5e \| Eneritz Iturriaga \| Espagne \| Top Girls Fassa Bortolo Raxy Line \| + 4 s \| \| 6e \| Trine Hansen \| Royaume du Danemark \| Bianchi-Aliverti-Kookai \| + 4 s \| \| 7e \| Kate Nichols \| Australie \| Australie \| + 4 s \| \| 8e \| Silvia Parietti \| Italie \| Safi-Pasta Zara Manhattan \| + 4 s \| \| 9e \| Cristina Alcalde \| Espagne \| Bizkaia-Panda Software-Durango \| + 4 s \| \| 10e \| Oenone Wood \| Australie \| Equipe Nürnberger Versicherung \| + 4 s \| |                   |                     |                                   |                 |
| |                   |                     |                                   |                 |
| |                   |                     |                                   |                 |
| Classement de l'étape |                   |                     |                                   |                 |
| Coureur | Coureur           | Pays                | Équipe                            | Temps           |
| 1re | Marta Vilajosana  | Espagne             | Nobili Rubinetterie-Menikini      | 2 h 22 min 40 s |
| 2e | Charlotte Becker  | Allemagne           | Fenixs-Colnago                    | + 4 s           |
| 3e | Annette Beutler   | Suisse              | Buitenpoort-Flexpoint             | + 4 s           |
| 4e | Andrea Graus      | Autriche            | Bigla                             | + 4 s           |
| 5e | Eneritz Iturriaga | Espagne             | Top Girls Fassa Bortolo Raxy Line | + 4 s           |
| 6e | Trine Hansen      | Royaume du Danemark | Bianchi-Aliverti-Kookai           | + 4 s           |
| 7e | Kate Nichols      | Australie           | Australie                         | + 4 s           |
| 8e | Silvia Parietti   | Italie              | Safi-Pasta Zara Manhattan         | + 4 s           |
| 9e | Cristina Alcalde  | Espagne             | Bizkaia-Panda Software-Durango    | + 4 s           |
| 10e | Oenone Wood       | Australie           | Equipe Nürnberger Versicherung    | + 4 s           |

| \| Classement général \| Classement général \| Classement général \| Classement général \| Classement général \| \| Coureur \| Coureur \| Pays \| Équipe \| Temps \| \| ------------------ \| -------------------- \| ------------------ \| --------------------------------- \| ------------------ \| \| 1re \| Olga Sljussarewa \| Russie \| Fenixs-Colnago \| 11 h 58 min 21 s \| \| 2e \| Nicole Brändli \| Suisse \| Bigla \| + 10 s \| \| 3e \| Edita Pučinskaitė \| Lituanie \| Nobili Rubinetterie-Menikini \| + 24 s \| \| 4e \| Susanne Ljungskog \| Suède \| Buitenpoort-Flexpoint \| + 25 s \| \| 5e \| Annette Beutler \| Suisse \| Buitenpoort-Flexpoint \| + 28 s \| \| 6e \| Monia Baccaille \| Italie \| Saccarelli EMU Marsciano \| + 35 s \| \| 7e \| Fabiana Luperini \| Italie \| Top Girls Fassa Bortolo Raxy Line \| + 35 s \| \| 8e \| Linda Villumsen \| Danemark \| Buitenpoort-Flexpoint \| + 39 s \| \| 9e \| Noemi Cantele \| Italie \| Bigla \| + 40 s \| \| 10e \| Svetlana Boubnenkova \| Russie \| Fenixs-Colnago \| + 45 s \| |                      |          |                                   |                  |
| |                      |          |                                   |                  |
| |                      |          |                                   |                  |
| Classement général |                      |          |                                   |                  |
| Coureur | Coureur              | Pays     | Équipe                            | Temps            |
| 1re | Olga Sljussarewa     | Russie   | Fenixs-Colnago                    | 11 h 58 min 21 s |
| 2e | Nicole Brändli       | Suisse   | Bigla                             | + 10 s           |
| 3e | Edita Pučinskaitė    | Lituanie | Nobili Rubinetterie-Menikini      | + 24 s           |
| 4e | Susanne Ljungskog    | Suède    | Buitenpoort-Flexpoint             | + 25 s           |
| 5e | Annette Beutler      | Suisse   | Buitenpoort-Flexpoint             | + 28 s           |
| 6e | Monia Baccaille      | Italie   | Saccarelli EMU Marsciano          | + 35 s           |
| 7e | Fabiana Luperini     | Italie   | Top Girls Fassa Bortolo Raxy Line | + 35 s           |
| 8e | Linda Villumsen      | Danemark | Buitenpoort-Flexpoint             | + 39 s           |
| 9e | Noemi Cantele        | Italie   | Bigla                             | + 40 s           |
| 10e | Svetlana Boubnenkova | Russie   | Fenixs-Colnago                    | + 45 s           |

### 6eétape
Olga Slyusareva s'impose une nouvelle fois au sprint.
| \| Classement de l'étape \| Classement de l'étape \| Classement de l'étape \| Classement de l'étape \| Classement de l'étape \| \| Coureur \| Coureur \| Pays \| Équipe \| Temps \| \| --------------------- \| --------------------- \| --------------------- \| ------------------------------ \| --------------------- \| \| 1re \| Olga Sljussarewa \| Russie \| Fenixs-Colnago \| 1 h 51 min 07 s \| \| 2e \| Giorgia Bronzini \| Italie \| A.S. Team FRW \| + 0 s \| \| 3e \| Monia Baccaille \| Italie \| Saccarelli EMU Marsciano \| + 0 s \| \| 4e \| Susanne Ljungskog \| Suède \| Buitenpoort-Flexpoint \| + 0 s \| \| 5e \| Tanja Schmidt-Hennes \| Allemagne \| Buitenpoort-Flexpoint \| + 0 s \| \| 6e \| Oenone Wood \| Australie \| Equipe Nürnberger Versicherung \| + 0 s \| \| 7e \| Sigrid Corneo \| Italie \| Nobili Rubinetterie-Menikini \| + 0 s \| \| 8e \| Małgorzata Wysocka \| Pologne \| SC Michela Fanini Record Rox \| + 0 s \| |                      |           |                                |                 |
| |                      |           |                                |                 |
| |                      |           |                                |                 |
| Classement de l'étape |                      |           |                                |                 |
| Coureur | Coureur              | Pays      | Équipe                         | Temps           |
| 1re | Olga Sljussarewa     | Russie    | Fenixs-Colnago                 | 1 h 51 min 07 s |
| 2e | Giorgia Bronzini     | Italie    | A.S. Team FRW                  | + 0 s           |
| 3e | Monia Baccaille      | Italie    | Saccarelli EMU Marsciano       | + 0 s           |
| 4e | Susanne Ljungskog    | Suède     | Buitenpoort-Flexpoint          | + 0 s           |
| 5e | Tanja Schmidt-Hennes | Allemagne | Buitenpoort-Flexpoint          | + 0 s           |
| 6e | Oenone Wood          | Australie | Equipe Nürnberger Versicherung | + 0 s           |
| 7e | Sigrid Corneo        | Italie    | Nobili Rubinetterie-Menikini   | + 0 s           |
| 8e | Małgorzata Wysocka   | Pologne   | SC Michela Fanini Record Rox   | + 0 s           |

| \| Classement général \| Classement général \| Classement général \| Classement général \| Classement général \| \| Coureur \| Coureur \| Pays \| Équipe \| Temps \| \| ------------------ \| -------------------- \| ------------------ \| --------------------------------- \| ------------------ \| \| 1re \| Olga Sljussarewa \| Russie \| Fenixs-Colnago \| 13 h 49 min 17 s \| \| 2e \| Nicole Brändli \| Suisse \| Bigla \| + 21 s \| \| 3e \| Edita Pučinskaitė \| Lituanie \| Nobili Rubinetterie-Menikini \| + 32 s \| \| 4e \| Susanne Ljungskog \| Suède \| Buitenpoort-Flexpoint \| + 36 s \| \| 5e \| Annette Beutler \| Suisse \| Buitenpoort-Flexpoint \| + 39 s \| \| 6e \| Monia Baccaille \| Italie \| Saccarelli EMU Marsciano \| + 42 s \| \| 7e \| Fabiana Luperini \| Italie \| Top Girls Fassa Bortolo Raxy Line \| + 46 s \| \| 8e \| Linda Villumsen \| Danemark \| Buitenpoort-Flexpoint \| + 50 s \| \| 9e \| Noemi Cantele \| Italie \| Bigla \| + 51 s \| \| 10e \| Svetlana Boubnenkova \| Russie \| Fenixs-Colnago \| + 56 s \| |                      |          |                                   |                  |
| |                      |          |                                   |                  |
| |                      |          |                                   |                  |
| Classement général |                      |          |                                   |                  |
| Coureur | Coureur              | Pays     | Équipe                            | Temps            |
| 1re | Olga Sljussarewa     | Russie   | Fenixs-Colnago                    | 13 h 49 min 17 s |
| 2e | Nicole Brändli       | Suisse   | Bigla                             | + 21 s           |
| 3e | Edita Pučinskaitė    | Lituanie | Nobili Rubinetterie-Menikini      | + 32 s           |
| 4e | Susanne Ljungskog    | Suède    | Buitenpoort-Flexpoint             | + 36 s           |
| 5e | Annette Beutler      | Suisse   | Buitenpoort-Flexpoint             | + 39 s           |
| 6e | Monia Baccaille      | Italie   | Saccarelli EMU Marsciano          | + 42 s           |
| 7e | Fabiana Luperini     | Italie   | Top Girls Fassa Bortolo Raxy Line | + 46 s           |
| 8e | Linda Villumsen      | Danemark | Buitenpoort-Flexpoint             | + 50 s           |
| 9e | Noemi Cantele        | Italie   | Bigla                             | + 51 s           |
| 10e | Svetlana Boubnenkova | Russie   | Fenixs-Colnago                    | + 56 s           |

### 7eétape
L'étape se termine en côte et passe par le Passo del Morte. Dès la première ascension de la journée, l'équipe Bigla prend les choses en main pour mettre en difficulté Olga Slyusareva. Dans la montée finale, Susanne Ljungskog attaque à un kilomètre du sommet. Brändli et Boubnenkova ne peuvent suivre. La Suissesse reprend néanmoins la tête du classement général.
| \| Classement de l'étape \| Classement de l'étape \| Classement de l'étape \| Classement de l'étape \| Classement de l'étape \| \| Coureur \| Coureur \| Pays \| Équipe \| Temps \| \| --------------------- \| --------------------- \| --------------------- \| --------------------------------- \| --------------------- \| \| 1re \| Susanne Ljungskog \| Suède \| Buitenpoort-Flexpoint \| 2 h 35 min 18 s \| \| 2e \| Nicole Brändli \| Suisse \| Bigla \| + 0 s \| \| 3e \| Svetlana Boubnenkova \| Russie \| Fenixs-Colnago \| + 0 s \| \| 4e \| Edita Pučinskaitė \| Lituanie \| Nobili Rubinetterie-Menikini \| + 3 s \| \| 5e \| Tatiana Guderzo \| Italie \| Top Girls Fassa Bortolo Raxy Line \| + 12 s \| \| 6e \| Fabiana Luperini \| Italie \| Top Girls Fassa Bortolo Raxy Line \| + 22 s \| \| 7e \| Volha Hayeva \| Biélorussie \| Bianchi-Aliverti-Kookai \| + 33 s \| \| 8e \| Loes Gunnewijk \| Pays-Bas \| Buitenpoort-Flexpoint \| + 33 s \| \| 9e \| Eneritz Iturriaga \| Espagne \| Top Girls Fassa Bortolo Raxy Line \| + 36 s \| \| 10e \| Linda Villumsen \| Danemark \| Buitenpoort-Flexpoint \| + 36 s \| |                      |             |                                   |                 |
| |                      |             |                                   |                 |
| |                      |             |                                   |                 |
| Classement de l'étape |                      |             |                                   |                 |
| Coureur | Coureur              | Pays        | Équipe                            | Temps           |
| 1re | Susanne Ljungskog    | Suède       | Buitenpoort-Flexpoint             | 2 h 35 min 18 s |
| 2e | Nicole Brändli       | Suisse      | Bigla                             | + 0 s           |
| 3e | Svetlana Boubnenkova | Russie      | Fenixs-Colnago                    | + 0 s           |
| 4e | Edita Pučinskaitė    | Lituanie    | Nobili Rubinetterie-Menikini      | + 3 s           |
| 5e | Tatiana Guderzo      | Italie      | Top Girls Fassa Bortolo Raxy Line | + 12 s          |
| 6e | Fabiana Luperini     | Italie      | Top Girls Fassa Bortolo Raxy Line | + 22 s          |
| 7e | Volha Hayeva         | Biélorussie | Bianchi-Aliverti-Kookai           | + 33 s          |
| 8e | Loes Gunnewijk       | Pays-Bas    | Buitenpoort-Flexpoint             | + 33 s          |
| 9e | Eneritz Iturriaga    | Espagne     | Top Girls Fassa Bortolo Raxy Line | + 36 s          |
| 10e | Linda Villumsen      | Danemark    | Buitenpoort-Flexpoint             | + 36 s          |

| \| Classement général \| Classement général \| Classement général \| Classement général \| Classement général \| \| Coureur \| Coureur \| Pays \| Équipe \| Temps \| \| ------------------ \| -------------------- \| ------------------ \| --------------------------------- \| ------------------ \| \| 1re \| Nicole Brändli \| Suisse \| Bigla \| 16 h 24 min 50 s \| \| 2e \| Susanne Ljungskog \| Suède \| Buitenpoort-Flexpoint \| + 11 s \| \| 3e \| Olga Sljussarewa \| Russie \| Fenixs-Colnago \| + 19 s \| \| 4e \| Edita Pučinskaitė \| Lituanie \| Nobili Rubinetterie-Menikini \| + 20 s \| \| 5e \| Svetlana Boubnenkova \| Russie \| Fenixs-Colnago \| + 37 s \| \| 6e \| Fabiana Luperini \| Italie \| Top Girls Fassa Bortolo Raxy Line \| + 53 s \| \| 7e \| Tatiana Guderzo \| Italie \| Top Girls Fassa Bortolo Raxy Line \| + 56 s \| \| 8e \| Monia Baccaille \| Italie \| Saccarelli EMU Marsciano \| + 1 min 10 s \| \| 9e \| Linda Villumsen \| Danemark \| Buitenpoort-Flexpoint \| + 1 min 11 s \| \| 10e \| Noemi Cantele \| Italie \| Bigla \| + 1 min 12 s \| |                      |          |                                   |                  |
| |                      |          |                                   |                  |
| |                      |          |                                   |                  |
| Classement général |                      |          |                                   |                  |
| Coureur | Coureur              | Pays     | Équipe                            | Temps            |
| 1re | Nicole Brändli       | Suisse   | Bigla                             | 16 h 24 min 50 s |
| 2e | Susanne Ljungskog    | Suède    | Buitenpoort-Flexpoint             | + 11 s           |
| 3e | Olga Sljussarewa     | Russie   | Fenixs-Colnago                    | + 19 s           |
| 4e | Edita Pučinskaitė    | Lituanie | Nobili Rubinetterie-Menikini      | + 20 s           |
| 5e | Svetlana Boubnenkova | Russie   | Fenixs-Colnago                    | + 37 s           |
| 6e | Fabiana Luperini     | Italie   | Top Girls Fassa Bortolo Raxy Line | + 53 s           |
| 7e | Tatiana Guderzo      | Italie   | Top Girls Fassa Bortolo Raxy Line | + 56 s           |
| 8e | Monia Baccaille      | Italie   | Saccarelli EMU Marsciano          | + 1 min 10 s     |
| 9e | Linda Villumsen      | Danemark | Buitenpoort-Flexpoint             | + 1 min 11 s     |
| 10e | Noemi Cantele        | Italie   | Bigla                             | + 1 min 12 s     |

### 8eétape
Dans l'emballage final, Oenone Wood se montre la plus véloce.
| \| Classement de l'étape \| Classement de l'étape \| Classement de l'étape \| Classement de l'étape \| Classement de l'étape \| \| Coureur \| Coureur \| Pays \| Équipe \| Temps \| \| --------------------- \| --------------------- \| --------------------- \| --------------------------------- \| --------------------- \| \| 1re \| Oenone Wood \| Australie \| Equipe Nürnberger Versicherung \| 2 h 15 min 15 s \| \| 2e \| Susanne Ljungskog \| Suède \| Buitenpoort-Flexpoint \| + 0 s \| \| 3e \| Sigrid Corneo \| Italie \| Nobili Rubinetterie-Menikini \| + 0 s \| \| 4e \| Nicole Brändli \| Suisse \| Bigla \| + 0 s \| \| 5e \| Giorgia Bronzini \| Italie \| A.S. Team FRW \| + 0 s \| \| 6e \| Monia Baccaille \| Italie \| Saccarelli EMU Marsciano \| + 0 s \| \| 7e \| Fabiana Luperini \| Italie \| Top Girls Fassa Bortolo Raxy Line \| + 0 s \| \| 8e \| Tanja Schmidt-Hennes \| Allemagne \| Buitenpoort-Flexpoint \| + 0 s \| \| 9e \| Sofie Goor \| Belgique \| Vlaanderen-Capri Sonne-T Interim \| + 0 s \| \| 10e \| Francesca Castrucci \| Italie \| SC Michela Fanini Record Rox \| + 0 s \| |                      |           |                                   |                 |
| |                      |           |                                   |                 |
| |                      |           |                                   |                 |
| Classement de l'étape |                      |           |                                   |                 |
| Coureur | Coureur              | Pays      | Équipe                            | Temps           |
| 1re | Oenone Wood          | Australie | Equipe Nürnberger Versicherung    | 2 h 15 min 15 s |
| 2e | Susanne Ljungskog    | Suède     | Buitenpoort-Flexpoint             | + 0 s           |
| 3e | Sigrid Corneo        | Italie    | Nobili Rubinetterie-Menikini      | + 0 s           |
| 4e | Nicole Brändli       | Suisse    | Bigla                             | + 0 s           |
| 5e | Giorgia Bronzini     | Italie    | A.S. Team FRW                     | + 0 s           |
| 6e | Monia Baccaille      | Italie    | Saccarelli EMU Marsciano          | + 0 s           |
| 7e | Fabiana Luperini     | Italie    | Top Girls Fassa Bortolo Raxy Line | + 0 s           |
| 8e | Tanja Schmidt-Hennes | Allemagne | Buitenpoort-Flexpoint             | + 0 s           |
| 9e | Sofie Goor           | Belgique  | Vlaanderen-Capri Sonne-T Interim  | + 0 s           |
| 10e | Francesca Castrucci  | Italie    | SC Michela Fanini Record Rox      | + 0 s           |

| \| Classement général \| Classement général \| Classement général \| Classement général \| Classement général \| \| Coureur \| Coureur \| Pays \| Équipe \| Temps \| \| ------------------ \| -------------------- \| ------------------ \| --------------------------------- \| ------------------ \| \| 1re \| Nicole Brändli \| Suisse \| Bigla \| 18 h 40 min 05 s \| \| 2e \| Susanne Ljungskog \| Suède \| Buitenpoort-Flexpoint \| + 4 s \| \| 3e \| Olga Sljussarewa \| Russie \| Fenixs-Colnago \| + 16 s \| \| 4e \| Edita Pučinskaitė \| Lituanie \| Nobili Rubinetterie-Menikini \| + 20 s \| \| 5e \| Svetlana Boubnenkova \| Russie \| Fenixs-Colnago \| + 37 s \| \| 6e \| Fabiana Luperini \| Italie \| Top Girls Fassa Bortolo Raxy Line \| + 53 s \| \| 7e \| Tatiana Guderzo \| Italie \| Top Girls Fassa Bortolo Raxy Line \| + 56 s \| \| 8e \| Monia Baccaille \| Italie \| Saccarelli EMU Marsciano \| + 1 min 10 s \| \| 9e \| Linda Villumsen \| Danemark \| Buitenpoort-Flexpoint \| + 1 min 11 s \| \| 10e \| Noemi Cantele \| Italie \| Bigla \| + 1 min 12 s \| |                      |          |                                   |                  |
| |                      |          |                                   |                  |
| |                      |          |                                   |                  |
| Classement général |                      |          |                                   |                  |
| Coureur | Coureur              | Pays     | Équipe                            | Temps            |
| 1re | Nicole Brändli       | Suisse   | Bigla                             | 18 h 40 min 05 s |
| 2e | Susanne Ljungskog    | Suède    | Buitenpoort-Flexpoint             | + 4 s            |
| 3e | Olga Sljussarewa     | Russie   | Fenixs-Colnago                    | + 16 s           |
| 4e | Edita Pučinskaitė    | Lituanie | Nobili Rubinetterie-Menikini      | + 20 s           |
| 5e | Svetlana Boubnenkova | Russie   | Fenixs-Colnago                    | + 37 s           |
| 6e | Fabiana Luperini     | Italie   | Top Girls Fassa Bortolo Raxy Line | + 53 s           |
| 7e | Tatiana Guderzo      | Italie   | Top Girls Fassa Bortolo Raxy Line | + 56 s           |
| 8e | Monia Baccaille      | Italie   | Saccarelli EMU Marsciano          | + 1 min 10 s     |
| 9e | Linda Villumsen      | Danemark | Buitenpoort-Flexpoint             | + 1 min 11 s     |
| 10e | Noemi Cantele        | Italie   | Bigla                             | + 1 min 12 s     |

### 9eétape
Oenone Wood emmène Regina Schleicher au sprint. Cette dernière lève les bras. Susanne Ljungskog prend des bonifications et n'est plus qu'une seconde derrière Brändli au classement général.
| \| Classement de l'étape \| Classement de l'étape \| Classement de l'étape \| Classement de l'étape \| Classement de l'étape \| \| Coureur \| Coureur \| Pays \| Équipe \| Temps \| \| --------------------- \| --------------------- \| --------------------- \| --------------------------------- \| --------------------- \| \| 1re \| Regina Schleicher \| Allemagne \| Equipe Nürnberger Versicherung \| 1 h 59 min 54 s \| \| 2e \| Giorgia Bronzini \| Italie \| A.S. Team FRW \| + 0 s \| \| 3e \| Rochelle Gilmore \| Australie \| Safi-Pasta Zara Manhattan \| + 0 s \| \| 4e \| Monia Baccaille \| Italie \| Saccarelli EMU Marsciano \| + 0 s \| \| 5e \| Małgorzata Wysocka \| Pologne \| SC Michela Fanini Record Rox \| + 0 s \| \| 6e \| Volha Hayeva \| Biélorussie \| Bianchi-Aliverti-Kookai \| + 0 s \| \| 7e \| Katia Longhin \| Italie \| Top Girls Fassa Bortolo Raxy Line \| + 0 s \| \| 8e \| Sigrid Corneo \| Italie \| Nobili Rubinetterie-Menikini \| + 0 s \| \| 9e \| Dorte Lohse Rasmussen \| Danemark \| Bianchi-Aliverti-Kookai \| + 0 s \| \| 10e \| Monica Holler \| Suède \| Bigla \| + 0 s \| |                       |             |                                   |                 |
| |                       |             |                                   |                 |
| |                       |             |                                   |                 |
| Classement de l'étape |                       |             |                                   |                 |
| Coureur | Coureur               | Pays        | Équipe                            | Temps           |
| 1re | Regina Schleicher     | Allemagne   | Equipe Nürnberger Versicherung    | 1 h 59 min 54 s |
| 2e | Giorgia Bronzini      | Italie      | A.S. Team FRW                     | + 0 s           |
| 3e | Rochelle Gilmore      | Australie   | Safi-Pasta Zara Manhattan         | + 0 s           |
| 4e | Monia Baccaille       | Italie      | Saccarelli EMU Marsciano          | + 0 s           |
| 5e | Małgorzata Wysocka    | Pologne     | SC Michela Fanini Record Rox      | + 0 s           |
| 6e | Volha Hayeva          | Biélorussie | Bianchi-Aliverti-Kookai           | + 0 s           |
| 7e | Katia Longhin         | Italie      | Top Girls Fassa Bortolo Raxy Line | + 0 s           |
| 8e | Sigrid Corneo         | Italie      | Nobili Rubinetterie-Menikini      | + 0 s           |
| 9e | Dorte Lohse Rasmussen | Danemark    | Bianchi-Aliverti-Kookai           | + 0 s           |
| 10e | Monica Holler         | Suède       | Bigla                             | + 0 s           |

| \| Classement général \| Classement général \| Classement général \| Classement général \| Classement général \| \| Coureur \| Coureur \| Pays \| Équipe \| Temps \| \| ------------------ \| -------------------- \| ------------------ \| --------------------------------- \| ------------------ \| \| 1re \| Nicole Brändli \| Suisse \| Bigla \| 20 h 39 min 59 s \| \| 2e \| Susanne Ljungskog \| Suède \| Buitenpoort-Flexpoint \| + 1 s \| \| 3e \| Olga Sljussarewa \| Russie \| Fenixs-Colnago \| + 16 s \| \| 4e \| Edita Pučinskaitė \| Lituanie \| Nobili Rubinetterie-Menikini \| + 20 s \| \| 5e \| Svetlana Boubnenkova \| Russie \| Fenixs-Colnago \| + 37 s \| \| 6e \| Fabiana Luperini \| Italie \| Top Girls Fassa Bortolo Raxy Line \| + 53 s \| \| 7e \| Tatiana Guderzo \| Italie \| Top Girls Fassa Bortolo Raxy Line \| + 56 s \| \| 8e \| Monia Baccaille \| Italie \| Saccarelli EMU Marsciano \| + 1 min 10 s \| \| 9e \| Linda Villumsen \| Danemark \| Buitenpoort-Flexpoint \| + 1 min 11 s \| \| 10e \| Noemi Cantele \| Italie \| Bigla \| + 1 min 12 s \| |                      |          |                                   |                  |
| |                      |          |                                   |                  |
| |                      |          |                                   |                  |
| Classement général |                      |          |                                   |                  |
| Coureur | Coureur              | Pays     | Équipe                            | Temps            |
| 1re | Nicole Brändli       | Suisse   | Bigla                             | 20 h 39 min 59 s |
| 2e | Susanne Ljungskog    | Suède    | Buitenpoort-Flexpoint             | + 1 s            |
| 3e | Olga Sljussarewa     | Russie   | Fenixs-Colnago                    | + 16 s           |
| 4e | Edita Pučinskaitė    | Lituanie | Nobili Rubinetterie-Menikini      | + 20 s           |
| 5e | Svetlana Boubnenkova | Russie   | Fenixs-Colnago                    | + 37 s           |
| 6e | Fabiana Luperini     | Italie   | Top Girls Fassa Bortolo Raxy Line | + 53 s           |
| 7e | Tatiana Guderzo      | Italie   | Top Girls Fassa Bortolo Raxy Line | + 56 s           |
| 8e | Monia Baccaille      | Italie   | Saccarelli EMU Marsciano          | + 1 min 10 s     |
| 9e | Linda Villumsen      | Danemark | Buitenpoort-Flexpoint             | + 1 min 11 s     |
| 10e | Noemi Cantele        | Italie   | Bigla                             | + 1 min 12 s     |

### 10eétape
Avec sept coureuses en moins d'une minute au classement général et Susanne Ljungskog juste une seconde derrière Nicole Brändli, cette étape s'annonce décisive. Dans la montée vers la Madonna del Ghisallo, ces deux dernières se marquent. Edita Pučinskaitė en profite pour sortir. Elle remporte l'étape et par le jeu des bonifications également le classement général. Les rôles en Brändli et Pučinskaitė sont inversés par rapport à l'édition 2003 où Brändli avait ravi la victoire à la Lituanienne sur la dernière étape.
| \| Classement de l'étape \| Classement de l'étape \| Classement de l'étape \| Classement de l'étape \| Classement de l'étape \| \| Coureur \| Coureur \| Pays \| Équipe \| Temps \| \| --------------------- \| --------------------- \| --------------------- \| --------------------------------- \| --------------------- \| \| 1re \| Edita Pučinskaitė \| Lituanie \| Nobili Rubinetterie-Menikini \| 1 h 56 min 16 s \| \| 2e \| Svetlana Boubnenkova \| Russie \| Fenixs-Colnago \| + 14 s \| \| 3e \| Fabiana Luperini \| Italie \| Top Girls Fassa Bortolo Raxy Line \| + 14 s \| \| 4e \| Tatiana Guderzo \| Italie \| Top Girls Fassa Bortolo Raxy Line \| + 21 s \| \| 5e \| Nicole Brändli \| Suisse \| Bigla \| + 21 s \| \| 6e \| Susanne Ljungskog \| Suède \| Buitenpoort-Flexpoint \| + 24 s \| \| 7e \| Olga Sljussarewa \| Russie \| Fenixs-Colnago \| + 34 s \| \| 8e \| Monia Baccaille \| Italie \| Saccarelli EMU Marsciano \| + 34 s \| \| 9e \| Eneritz Iturriaga \| Espagne \| Top Girls Fassa Bortolo Raxy Line \| + 34 s \| \| 10e \| Sofie Goor \| Belgique \| Vlaanderen-Capri Sonne-T Interim \| + 34 s \| |                      |          |                                   |                 |
| |                      |          |                                   |                 |
| |                      |          |                                   |                 |
| Classement de l'étape |                      |          |                                   |                 |
| Coureur | Coureur              | Pays     | Équipe                            | Temps           |
| 1re | Edita Pučinskaitė    | Lituanie | Nobili Rubinetterie-Menikini      | 1 h 56 min 16 s |
| 2e | Svetlana Boubnenkova | Russie   | Fenixs-Colnago                    | + 14 s          |
| 3e | Fabiana Luperini     | Italie   | Top Girls Fassa Bortolo Raxy Line | + 14 s          |
| 4e | Tatiana Guderzo      | Italie   | Top Girls Fassa Bortolo Raxy Line | + 21 s          |
| 5e | Nicole Brändli       | Suisse   | Bigla                             | + 21 s          |
| 6e | Susanne Ljungskog    | Suède    | Buitenpoort-Flexpoint             | + 24 s          |
| 7e | Olga Sljussarewa     | Russie   | Fenixs-Colnago                    | + 34 s          |
| 8e | Monia Baccaille      | Italie   | Saccarelli EMU Marsciano          | + 34 s          |
| 9e | Eneritz Iturriaga    | Espagne  | Top Girls Fassa Bortolo Raxy Line | + 34 s          |
| 10e | Sofie Goor           | Belgique | Vlaanderen-Capri Sonne-T Interim  | + 34 s          |

## Classement général final
| \| Classement général \| Classement général \| Classement général \| Classement général \| Classement général \| \| Coureur \| Coureur \| Pays \| Équipe \| Temps \| \| ------------------ \| -------------------- \| ------------------ \| --------------------------------- \| ------------------ \| \| 1re \| Edita Pučinskaitė \| Lituanie \| Nobili Rubinetterie-Menikini \| 22 h 36 min 25 s \| \| 2e \| Nicole Brändli \| Suisse \| Bigla \| + 11 s \| \| 3e \| Susanne Ljungskog \| Suède \| Buitenpoort-Flexpoint \| + 13 s \| \| 4e \| Svetlana Boubnenkova \| Russie \| Fenixs-Colnago \| + 35 s \| \| 5e \| Olga Sljussarewa \| Russie \| Fenixs-Colnago \| + 39 s \| \| 6e \| Fabiana Luperini \| Italie \| Top Girls Fassa Bortolo Raxy Line \| + 53 s \| \| 7e \| Tatiana Guderzo \| Italie \| Top Girls Fassa Bortolo Raxy Line \| + 1 min 07 s \| \| 8e \| Monia Baccaille \| Italie \| Saccarelli EMU Marsciano \| + 1 min 34 s \| \| 9e \| Noemi Cantele \| Italie \| Bigla \| + 1 min 36 s \| \| 10e \| Eneritz Iturriaga \| Espagne \| Top Girls Fassa Bortolo Raxy Line \| + 1 min 59 s \| |                      |          |                                   |                  |
| |                      |          |                                   |                  |
| |                      |          |                                   |                  |
| Classement général |                      |          |                                   |                  |
| Coureur | Coureur              | Pays     | Équipe                            | Temps            |
| 1re | Edita Pučinskaitė    | Lituanie | Nobili Rubinetterie-Menikini      | 22 h 36 min 25 s |
| 2e | Nicole Brändli       | Suisse   | Bigla                             | + 11 s           |
| 3e | Susanne Ljungskog    | Suède    | Buitenpoort-Flexpoint             | + 13 s           |
| 4e | Svetlana Boubnenkova | Russie   | Fenixs-Colnago                    | + 35 s           |
| 5e | Olga Sljussarewa     | Russie   | Fenixs-Colnago                    | + 39 s           |
| 6e | Fabiana Luperini     | Italie   | Top Girls Fassa Bortolo Raxy Line | + 53 s           |
| 7e | Tatiana Guderzo      | Italie   | Top Girls Fassa Bortolo Raxy Line | + 1 min 07 s     |
| 8e | Monia Baccaille      | Italie   | Saccarelli EMU Marsciano          | + 1 min 34 s     |
| 9e | Noemi Cantele        | Italie   | Bigla                             | + 1 min 36 s     |
| 10e | Eneritz Iturriaga    | Espagne  | Top Girls Fassa Bortolo Raxy Line | + 1 min 59 s     |

## Classements annexes
| Classement par points | Classement par points | Classement par points | Classement par points             | Classement par points |
| Coureur               | Coureur               | Pays                  | Équipe                            | Points                |
| --------------------- | --------------------- | --------------------- | --------------------------------- | --------------------- |
| 1re                   | Susanne Ljungskog     | Suède                 | Buitenpoort-Flexpoint             | 62 pts                |
| 2e                    | Olga Sljussarewa      | Russie                | Fenixs-Colnago                    | 61 pts                |
| 3e                    | Nicole Brändli        | Suisse                | Bigla                             | 60 pts                |
| 4e                    | Monia Baccaille       | Italie                | Saccarelli EMU Marsciano          | 55 pts                |
| 5e                    | Edita Pučinskaitė     | Lituanie              | Nobili Rubinetterie-Menikini      | 45 pts                |
| 6e                    | Regina Schleicher     | Allemagne             | Equipe Nürnberger Versicherung    | 42 pts                |
| 7e                    | Giorgia Bronzini      | Italie                | A.S. Team FRW                     | 41 pts                |
| 8e                    | Sigrid Corneo         | Italie                | Nobili Rubinetterie-Menikini      | 34 pts                |
| 9e                    | Fabiana Luperini      | Italie                | Top Girls Fassa Bortolo Raxy Line | 32 pts                |
| 10e                   | Annette Beutler       | Suisse                | Buitenpoort-Flexpoint             | 29 pts                |

| Classement par points | Classement par points | Classement par points | Classement par points             | Classement par points |
| Coureur               | Coureur               | Pays                  | Équipe                            | Points                |
| --------------------- | --------------------- | --------------------- | --------------------------------- | --------------------- |
| 1re                   | Susanne Ljungskog     | Suède                 | Buitenpoort-Flexpoint             | 62 pts                |
| 2e                    | Olga Sljussarewa      | Russie                | Fenixs-Colnago                    | 61 pts                |
| 3e                    | Nicole Brändli        | Suisse                | Bigla                             | 60 pts                |
| 4e                    | Monia Baccaille       | Italie                | Saccarelli EMU Marsciano          | 55 pts                |
| 5e                    | Edita Pučinskaitė     | Lituanie              | Nobili Rubinetterie-Menikini      | 45 pts                |
| 6e                    | Regina Schleicher     | Allemagne             | Equipe Nürnberger Versicherung    | 42 pts                |
| 7e                    | Giorgia Bronzini      | Italie                | A.S. Team FRW                     | 41 pts                |
| 8e                    | Sigrid Corneo         | Italie                | Nobili Rubinetterie-Menikini      | 34 pts                |
| 9e                    | Fabiana Luperini      | Italie                | Top Girls Fassa Bortolo Raxy Line | 32 pts                |
| 10e                   | Annette Beutler       | Suisse                | Buitenpoort-Flexpoint             | 29 pts                |

| Classement de la montagne | Classement de la montagne | Classement de la montagne | Classement de la montagne         | Classement de la montagne |
| Coureur                   | Coureur                   | Pays                      | Équipe                            | Points                    |
| ------------------------- | ------------------------- | ------------------------- | --------------------------------- | ------------------------- |
| 1re                       | Edita Pučinskaitė         | Lituanie                  | Nobili Rubinetterie-Menikini      | 14 pts                    |
| 2e                        | Svetlana Boubnenkova      | Russie                    | Fenixs-Colnago                    | 12 pts                    |
| 3e                        | Nicole Brändli            | Suisse                    | Bigla                             | 10 pts                    |
| 4e                        | Fabiana Luperini          | Italie                    | Top Girls Fassa Bortolo Raxy Line | 8 pts                     |
| 5e                        | Andrea Graus              | Autriche                  | Bigla                             | 7 pts                     |
| 6e                        | Olga Sljussarewa          | Russie                    | Fenixs-Colnago                    | 4 pts                     |
| 7e                        | Tatiana Guderzo           | Italie                    | Top Girls Fassa Bortolo Raxy Line | 4 pts                     |
| 8e                        | Susanne Ljungskog         | Suède                     | Buitenpoort-Flexpoint             | 2 pts                     |
| 9e                        | Noemi Cantele             | Italie                    | Bigla                             | 1 pt                      |
| 10e                       | Zulfiya Zabirova          | Kazakhstan                | Bigla                             | 1 pt                      |

| Classement de la montagne | Classement de la montagne | Classement de la montagne | Classement de la montagne         | Classement de la montagne |
| Coureur                   | Coureur                   | Pays                      | Équipe                            | Points                    |
| ------------------------- | ------------------------- | ------------------------- | --------------------------------- | ------------------------- |
| 1re                       | Edita Pučinskaitė         | Lituanie                  | Nobili Rubinetterie-Menikini      | 14 pts                    |
| 2e                        | Svetlana Boubnenkova      | Russie                    | Fenixs-Colnago                    | 12 pts                    |
| 3e                        | Nicole Brändli            | Suisse                    | Bigla                             | 10 pts                    |
| 4e                        | Fabiana Luperini          | Italie                    | Top Girls Fassa Bortolo Raxy Line | 8 pts                     |
| 5e                        | Andrea Graus              | Autriche                  | Bigla                             | 7 pts                     |
| 6e                        | Olga Sljussarewa          | Russie                    | Fenixs-Colnago                    | 4 pts                     |
| 7e                        | Tatiana Guderzo           | Italie                    | Top Girls Fassa Bortolo Raxy Line | 4 pts                     |
| 8e                        | Susanne Ljungskog         | Suède                     | Buitenpoort-Flexpoint             | 2 pts                     |
| 9e                        | Noemi Cantele             | Italie                    | Bigla                             | 1 pt                      |
| 10e                       | Zulfiya Zabirova          | Kazakhstan                | Bigla                             | 1 pt                      |

| Classement des sprints | Classement des sprints | Classement des sprints | Classement des sprints            | Classement des sprints |
| Coureur                | Coureur                | Pays                   | Équipe                            | Points                 |
| ---------------------- | ---------------------- | ---------------------- | --------------------------------- | ---------------------- |
| 1re                    | Olga Sljussarewa       | Russie                 | Fenixs-Colnago                    | 36 pts                 |
| 2e                     | Monica Holler          | Suède                  | Bigla                             | 19 pts                 |
| 3e                     | Susanne Ljungskog      | Suède                  | Buitenpoort-Flexpoint             | 14 pts                 |
| 4e                     | Jenny MacPherson       | Australie              | Australie                         | 13 pts                 |
| 5e                     | Miho Oki               | Japon                  | Nobili Rubinetterie-Menikini      | 6 pts                  |
| 6e                     | Volha Hayeva           | Biélorussie            | Bianchi-Aliverti-Kookai           | 6 pts                  |
| 7e                     | Katia Longhin          | Italie                 | Top Girls Fassa Bortolo Raxy Line | 6 pts                  |
| 8e                     | Noemi Cantele          | Italie                 | Bigla                             | 6 pts                  |
| 9e                     | Edita Pučinskaitė      | Lituanie               | Nobili Rubinetterie-Menikini      | 6 pts                  |
| 10e                    | Regina Schleicher      | Allemagne              | Equipe Nürnberger Versicherung    | 6 pts                  |

| Classement des sprints | Classement des sprints | Classement des sprints | Classement des sprints            | Classement des sprints |
| Coureur                | Coureur                | Pays                   | Équipe                            | Points                 |
| ---------------------- | ---------------------- | ---------------------- | --------------------------------- | ---------------------- |
| 1re                    | Olga Sljussarewa       | Russie                 | Fenixs-Colnago                    | 36 pts                 |
| 2e                     | Monica Holler          | Suède                  | Bigla                             | 19 pts                 |
| 3e                     | Susanne Ljungskog      | Suède                  | Buitenpoort-Flexpoint             | 14 pts                 |
| 4e                     | Jenny MacPherson       | Australie              | Australie                         | 13 pts                 |
| 5e                     | Miho Oki               | Japon                  | Nobili Rubinetterie-Menikini      | 6 pts                  |
| 6e                     | Volha Hayeva           | Biélorussie            | Bianchi-Aliverti-Kookai           | 6 pts                  |
| 7e                     | Katia Longhin          | Italie                 | Top Girls Fassa Bortolo Raxy Line | 6 pts                  |
| 8e                     | Noemi Cantele          | Italie                 | Bigla                             | 6 pts                  |
| 9e                     | Edita Pučinskaitė      | Lituanie               | Nobili Rubinetterie-Menikini      | 6 pts                  |
| 10e                    | Regina Schleicher      | Allemagne              | Equipe Nürnberger Versicherung    | 6 pts                  |

| Classement par équipes | Classement par équipes            | Classement par équipes | Classement par équipes |
| Équipe                 | Équipe                            | Pays                   | Temps                  |
| ---------------------- | --------------------------------- | ---------------------- | ---------------------- |
| 1re                    | Top Girls Fassa Bortolo Raxy Line | Italie                 | 67 h 53 min 09 s       |
| 2e                     | Bigla                             | Suisse                 | + 1 min 01 s           |
| 3e                     | Buitenpoort-Flexpoint             | Pays-Bas               | + 1 min 47 s           |
| 4e                     | Fenixs-Colnago                    | Italie                 | + 3 min 22 s           |
| 5e                     | Nobili Rubinetterie-Menikini      | Italie                 | + 4 min 01 s           |
| 6e                     | Bianchi-Aliverti-Kookai           | Italie                 | + 7 min 09 s           |
| 7e                     | Safi-Pasta Zara Manhattan         | Italie                 | + 7 min 35 s           |
| 8e                     | Bizkaia-Panda Software-Durango    | Espagne                | + 8 min 34 s           |
| 9e                     | Australie                         | Australie              | + 8 min 43 s           |
| 10e                    | Equipe Nürnberger Versicherung    | Allemagne              | + 15 min 16 s          |

| Classement par équipes | Classement par équipes            | Classement par équipes | Classement par équipes |
| Équipe                 | Équipe                            | Pays                   | Temps                  |
| ---------------------- | --------------------------------- | ---------------------- | ---------------------- |
| 1re                    | Top Girls Fassa Bortolo Raxy Line | Italie                 | 67 h 53 min 09 s       |
| 2e                     | Bigla                             | Suisse                 | + 1 min 01 s           |
| 3e                     | Buitenpoort-Flexpoint             | Pays-Bas               | + 1 min 47 s           |
| 4e                     | Fenixs-Colnago                    | Italie                 | + 3 min 22 s           |
| 5e                     | Nobili Rubinetterie-Menikini      | Italie                 | + 4 min 01 s           |
| 6e                     | Bianchi-Aliverti-Kookai           | Italie                 | + 7 min 09 s           |
| 7e                     | Safi-Pasta Zara Manhattan         | Italie                 | + 7 min 35 s           |
| 8e                     | Bizkaia-Panda Software-Durango    | Espagne                | + 8 min 34 s           |
| 9e                     | Australie                         | Australie              | + 8 min 43 s           |
| 10e                    | Equipe Nürnberger Versicherung    | Allemagne              | + 15 min 16 s          |

## Évolution des classements
| Étape              |                             | Vainqueur _       | Classement général | Classement par points | Meilleur grimpeur | Meilleur sprinteur | Meilleure équipe _                |
| ------------------ | --------------------------- | ----------------- | ------------------ | --------------------- | ----------------- | ------------------ | --------------------------------- |
| 1re étape          | contre-la-montre individuel | Nicole Brändli    | Nicole Brändli     | Nicole Brändli        | Nicole Brändli    | non attribué       | Bigla                             |
| 2e étape           |                             | Regina Schleicher | Nicole Brändli     | Nicole Brändli        | Nicole Brändli    | Olga Sljussarewa   | Nobili Rubinetterie-Menikini      |
| 3e étape           |                             | Olga Sljussarewa  | Nicole Brändli     | Regina Schleicher     | Nicole Brändli    | Olga Sljussarewa   | Bigla                             |
| 4e étape           |                             | Olga Sljussarewa  | Olga Sljussarewa   | Olga Sljussarewa      | Nicole Brändli    | Olga Sljussarewa   | Buitenpoort-Flexpoint             |
| 5e étape           |                             | Marta Vilajosana  | Olga Sljussarewa   | Olga Sljussarewa      | Nicole Brändli    | Olga Sljussarewa   | Buitenpoort-Flexpoint             |
| 6e étape           |                             | Olga Sljussarewa  | Olga Sljussarewa   | Olga Sljussarewa      | Edita Pučinskaitė | Olga Sljussarewa   | Buitenpoort-Flexpoint             |
| 7e étape           | étape de moyenne montagne   | Susanne Ljungskog | Nicole Brändli     | Olga Sljussarewa      | Nicole Brändli    | Olga Sljussarewa   | Buitenpoort-Flexpoint             |
| 8e étape           | étape vallonnée             | Oenone Wood       | Nicole Brändli     | Olga Sljussarewa      | Nicole Brändli    | Olga Sljussarewa   | Buitenpoort-Flexpoint             |
| 9e étape           |                             | Regina Schleicher | Nicole Brändli     | Olga Sljussarewa      | Nicole Brändli    | Olga Sljussarewa   | Buitenpoort-Flexpoint             |
| 10e étape          | étape de moyenne montagne   | Edita Pučinskaitė | Edita Pučinskaitė  | Susanne Ljungskog     | Edita Pučinskaitė | Olga Sljussarewa   | Top Girls Fassa Bortolo Raxy Line |
| Classements finals | Classements finals          |                   | Edita Pučinskaitė  | Susanne Ljungskog     | Edita Pučinskaitė | Olga Sljussarewa   | Top Girls Fassa Bortolo Raxy Line |

## Liste des participantes
| Equipe Nürnberger Versicherung NUR | Equipe Nürnberger Versicherung NUR | Equipe Nürnberger Versicherung NUR |
| ---------------------------------- | ---------------------------------- | ---------------------------------- |
| Num                                | Coureur                            | Pos                                |
| 1                                  | Regina Schleicher (GER)            | 50e                                |
| 2                                  | Oenone Wood (AUS)                  | 34e                                |
| 3                                  | Tina Liebig (GER)                  | 16e                                |
| 4                                  | Claudia Hecht (GER)                | AB-5                               |
| 5                                  | Katherine Bates (AUS) (route)      | 80e                                |
| 6                                  | Anke Wichmann (GER)                | 88e                                |

| Buitenpoort-Flexpoint BFL | Buitenpoort-Flexpoint BFL                 | Buitenpoort-Flexpoint BFL |
| ------------------------- | ----------------------------------------- | ------------------------- |
| Num                       | Coureur                                   | Pos                       |
| 11                        | Susanne Ljungskog (SWE) (route et chrono) | 3e                        |
| 12                        | Annette Beutler (SUI) (route)             | 54e                       |
| 13                        | Tanja Schmidt-Hennes (GER)                | 35e                       |
| 14                        | Linda Villumsen (DEN) (route et chrono)   | NP-10                     |
| 15                        | Luise Keller (GER)                        | 48e                       |
| 16                        | Sandra Rombouts (NED)                     | 28e                       |
| 17                        | Loes Gunnewijk (NED) (chrono)             | 14e                       |
| 18                        | Vera Koedooder (NED)                      | NP-1                      |

| Bigla BCT | Bigla BCT                                | Bigla BCT |
| --------- | ---------------------------------------- | --------- |
| Num       | Coureur                                  | Pos       |
| 21        | Nicole Brändli (SUI)                     | 2e        |
| 22        | Lidia Arcangeli (ITA)                    | 45e       |
| 23        | Monica Holler (SWE)                      | 78e       |
| 24        | Zulfiya Zabirova (KAZ) (route et chrono) | 73e       |
| 25        | Monika Furrer (SUI)                      | 66e       |
| 26        | Andrea Graus (AUT)                       | 18e       |
| 27        | Noemi Cantele (ITA)                      | 9e        |
| 28        | Andrea Knecht (SUI)                      | 79e       |

| Nobili Rubinetterie-Menikini NMC | Nobili Rubinetterie-Menikini NMC | Nobili Rubinetterie-Menikini NMC |
| -------------------------------- | -------------------------------- | -------------------------------- |
| Num                              | Coureur                          | Pos                              |
| 31                               | Edita Pučinskaitė (LTU) (chrono) | 1re                              |
| 32                               | Sigrid Corneo (ITA)              | 22e                              |
| 33                               | Olivia Gollan (AUS)              | 27e                              |
| 34                               | Marta Vilajosana (ESP)           | 32e                              |
| 35                               | Silvia Valsecchi (ITA) (chrono)  | 60e                              |
| 36                               | Miho Oki (JPN) (route et chrono) | 42e                              |
| 37                               | Emanuela Azzini (ITA)            | 46e                              |
| 38                               | Élodie Touffet (FRA)             | 41e                              |

| Fenixs-Colnago FEN | Fenixs-Colnago FEN                       | Fenixs-Colnago FEN |
| ------------------ | ---------------------------------------- | ------------------ |
| Num                | Coureur                                  | Pos                |
| 41                 | Svetlana Boubnenkova (RUS)               | 4e                 |
| 42                 | Ilenia Lazzaro (ITA)                     | AB                 |
| 43                 | Eva Lechner (ITA)                        | NP-4               |
| 44                 | Tatiana Antoshina (RUS)                  | 62e                |
| 45                 | Maja Adamsen (DEN)                       | 70e                |
| 46                 | Liane Bahler (GER)                       | 53e                |
| 47                 | Natalja Bojarskaja (RUS)                 | 81e                |
| 48                 | Charlotte Becker (GER) (chrono)          | 52e                |
| 48                 | Olga Sljussarewa (RUS) (route et chrono) | 5e                 |

| A.S. Team FRW FRW | A.S. Team FRW FRW            | A.S. Team FRW FRW |
| ----------------- | ---------------------------- | ----------------- |
| Num               | Coureur                      | Pos               |
| 51                | Giorgia Bronzini (ITA)       | 51e               |
| 52                | Ombretta Ugolini (ITA)       | 98e               |
| 53                | Kettj Manfrin (ITA)          | AB                |
| 54                | Tatyana Palchynska (UKR)     | 107e              |
| 55                | Lisa Gatto (ITA)             | AB-4              |
| 56                | Modesta Vžesniauskaitė (LTU) | 15e               |
| 57                | Martina Corazza (ITA)        | 68e               |
| 58                | Nina Ovcharenko (UKR)        | 86e               |

| Bianchi-Aliverti-Kookai ALI | Bianchi-Aliverti-Kookai ALI | Bianchi-Aliverti-Kookai ALI |
| --------------------------- | --------------------------- | --------------------------- |
| Num                         | Coureur                     | Pos                         |
| 61                          | Volha Hayeva (BLR)          | 12e                         |
| 62                          | Lise Christensen            | 20e                         |
| 63                          | Trine Hansen                | 39e                         |
| 64                          | Dorte Lohse Rasmussen (DEN) | 30e                         |
| 65                          | Mette Andersen (DEN)        | 77e                         |
| 66                          | Edwige Pitel (FRA)          | NP-1                        |

| Safi-Pasta Zara Manhattan SAF | Safi-Pasta Zara Manhattan SAF | Safi-Pasta Zara Manhattan SAF |
| ----------------------------- | ----------------------------- | ----------------------------- |
| Num                           | Coureur                       | Pos                           |
| 71                            | Veronica Andrèasson (SWE)     | 21e                           |
| 72                            | Zita Urbonaitė (LTU)          | 38e                           |
| 73                            | Silvia Parietti (ITA)         | 17e                           |
| 74                            | Rochelle Gilmore (AUS)        | 102e                          |
| 75                            | Anna Zugno (ITA)              | 58e                           |
| 76                            | Daniela Fusar Poli (ITA)      | 49e                           |
| 77                            | Sabrina Emmasi (SUI)          | 59e                           |
| 78                            | Miyoko Karami (JPN)           | NP-1                          |

| Top Girls Fassa Bortolo Raxy Line TOG | Top Girls Fassa Bortolo Raxy Line TOG | Top Girls Fassa Bortolo Raxy Line TOG |
| ------------------------------------- | ------------------------------------- | ------------------------------------- |
| Num                                   | Coureur                               | Pos                                   |
| 81                                    | Sabrina Bernardi (ITA)                | 103e                                  |
| 82                                    | Leticia Gil (ESP)                     | 71e                                   |
| 83                                    | Eneritz Iturriaga (ESP) (chrono)      | 10e                                   |
| 84                                    | Tatiana Guderzo (ITA)                 | 7e                                    |
| 85                                    | Tania Belvederesi (ITA)               | 91e                                   |
| 86                                    | Fabiana Luperini (ITA) (route)        | 6e                                    |
| 87                                    | Anna Dal Ferro (ITA)                  | AB-8                                  |
| 88                                    | Katia Longhin (ITA)                   | 61e                                   |

| Bizkaia-Panda Software-Durango BPD | Bizkaia-Panda Software-Durango BPD | Bizkaia-Panda Software-Durango BPD |
| ---------------------------------- | ---------------------------------- | ---------------------------------- |
| Num                                | Coureur                            | Pos                                |
| 91                                 | Cristina Alcalde (ESP)             | 11e                                |
| 92                                 | Arantzazu Azpiroz (ESP)            | 110e                               |
| 93                                 | Agurtzane Elorriaga (ESP)          | AB                                 |
| 94                                 | Emma Johansson (SWE)               | 47e                                |
| 95                                 | Gema Pascual (ESP)                 | 87e                                |
| 96                                 | Iosune Murillo Elkano (ESP)        | 44e                                |
| 97                                 | Naiara Telletxea (ESP)             | 40e                                |
| 98                                 | Maitane Telletxea (ESP)            | 93e                                |

| Saccarelli EMU Marsciano SEM | Saccarelli EMU Marsciano SEM | Saccarelli EMU Marsciano SEM |
| ---------------------------- | ---------------------------- | ---------------------------- |
| Num                          | Coureur                      | Pos                          |
| 101                          | Alessia Quarta (ITA)         | 82e                          |
| 102                          | Alessandra D'Ettorre (ITA)   | 97e                          |
| 103                          | Francesca Tognali (ITA)      | 90e                          |
| 104                          | Verónica Leal (MEX)          | 23e                          |
| 105                          | Monia Baccaille (ITA)        | 8e                           |
| 106                          | Chiara Rozzini (ITA)         | 101e                         |
| 107                          | Silvia Mancini (ITA)         | 108e                         |
| 108                          | Anna Farina (ITA)            | AB                           |

| Vlaanderen-Capri Sonne-T Interim VLL | Vlaanderen-Capri Sonne-T Interim VLL | Vlaanderen-Capri Sonne-T Interim VLL |
| ------------------------------------ | ------------------------------------ | ------------------------------------ |
| Num                                  | Coureur                              | Pos                                  |
| 111                                  | Ine Wannijn (BEL)                    | 100e                                 |
| 112                                  | Sofie Goor (BEL)                     | 13e                                  |
| 113                                  | Evy Van Damme (BEL)                  | 76e                                  |
| 114                                  | Cindy Pieters (BEL)                  | 63e                                  |
| 115                                  | Emma Davies (GBR)                    | 104e                                 |
| 116                                  | Debby Mansveld (NED)                 | 94e                                  |
| 117                                  | Laure Werner (BEL)                   | 75e                                  |
| 118                                  | Sharon Vandromme (BEL)               | 37e                                  |

| USC Chirio Forno d'Asolo USC | USC Chirio Forno d'Asolo USC        | USC Chirio Forno d'Asolo USC |
| ---------------------------- | ----------------------------------- | ---------------------------- |
| Num                          | Coureur                             | Pos                          |
| 121                          | Eleonora Soldo (ITA)                | AB                           |
| 122                          | Gessica Turato (ITA)                | 55e                          |
| 123                          | Tatiana Stiajkina (UKR)             | 25e                          |
| 124                          | Vera Carrara (ITA)                  | 56e                          |
| 125                          | Valeria Romina Pintos (ARG) (route) | AB-4                         |
| 126                          | Samantha Profumo (ITA)              | 89e                          |
| 127                          | Sabrina Zogli (ITA)                 | 109e                         |
| 128                          | Adriana Lovera (VEN)                | AB-4                         |

| SC Michela Fanini Record Rox MIC | SC Michela Fanini Record Rox MIC | SC Michela Fanini Record Rox MIC |
| -------------------------------- | -------------------------------- | -------------------------------- |
| Num                              | Coureur                          | Pos                              |
| 131                              | Francesca Castrucci (ITA)        | 85e                              |
| 132                              | Janildes Fernandes (BRA)         | 105e                             |
| 133                              | Rosane Kirch (BRA)               | 74e                              |
| 134                              | Maria Fanucci (ITA)              | AB-4                             |
| 135                              | Małgorzata Wysocka (POL)         | 83e                              |
| 136                              | Karin Aune (SWE)                 | 19e                              |
| 137                              | Claudia Marietta (ITA)           | 92e                              |
| 138                              | Annalisa Cucinotta (ITA)         | AB-4                             |

| Giant Pro Cycling GPC | Giant Pro Cycling GPC | Giant Pro Cycling GPC |
| --------------------- | --------------------- | --------------------- |
| Num                   | Coureur               | Pos                   |
| 141                   | Yanxia Jiang (CHN)    | AB-7                  |
| 142                   | Li Wang (CHN)         | NP-10                 |
| 143                   | Wu Yunmei (CHN)       | 99e                   |
| 144                   | Meng Lang (CHN)       | 29e                   |
| 145                   | Xiangyin Ruan (CHN)   | 57e                   |
| 146                   | Jing Chen (CHN)       | AB-3                  |
| 147                   | Li Meifang (CHN)      | 36e                   |
| 148                   | Yong Li Liu (CHN)     | 84e                   |

| Australie AUS | Australie AUS    | Australie AUS |
| ------------- | ---------------- | ------------- |
| Num           | Coureur          | Pos           |
| 151           | Natalie Bates    | 64e           |
| 152           | Jocelyn Loane    | 26e           |
| 153           | Emma Mackie      | AB            |
| 154           | Jenny MacPherson | 67e           |
| 155           | Kate Mercer      | 33e           |
| 156           | Kate Nichols     | 24e           |
| 157           | Candice Sullivan | 72e           |
| 158           | Amanda Spratt    | 96e           |

| Espagne ESP | Espagne ESP                 | Espagne ESP |
| ----------- | --------------------------- | ----------- |
| Num         | Coureur                     | Pos         |
| 161         | Debora Galves Lopez         | AB          |
| 162         | Belén López                 | NP-2        |
| 163         | Anna Henestora              | 31e         |
| 164         | Ana Garcia                  | 65e         |
| 165         | María Isabel Moreno (route) | 95e         |
| 166         | Alicia Palop                | 106e        |
| 167         | Rosario Rodriguez           | 43e         |
| 168         | Anna Sanchis                | 69e         |

| Equipe Nürnberger Versicherung NUR | Equipe Nürnberger Versicherung NUR | Equipe Nürnberger Versicherung NUR |
| ---------------------------------- | ---------------------------------- | ---------------------------------- |
| Num                                | Coureur                            | Pos                                |
| 1                                  | Regina Schleicher (GER)            | 50e                                |
| 2                                  | Oenone Wood (AUS)                  | 34e                                |
| 3                                  | Tina Liebig (GER)                  | 16e                                |
| 4                                  | Claudia Hecht (GER)                | AB-5                               |
| 5                                  | Katherine Bates (AUS) (route)      | 80e                                |
| 6                                  | Anke Wichmann (GER)                | 88e                                |

| Buitenpoort-Flexpoint BFL | Buitenpoort-Flexpoint BFL                 | Buitenpoort-Flexpoint BFL |
| ------------------------- | ----------------------------------------- | ------------------------- |
| Num                       | Coureur                                   | Pos                       |
| 11                        | Susanne Ljungskog (SWE) (route et chrono) | 3e                        |
| 12                        | Annette Beutler (SUI) (route)             | 54e                       |
| 13                        | Tanja Schmidt-Hennes (GER)                | 35e                       |
| 14                        | Linda Villumsen (DEN) (route et chrono)   | NP-10                     |
| 15                        | Luise Keller (GER)                        | 48e                       |
| 16                        | Sandra Rombouts (NED)                     | 28e                       |
| 17                        | Loes Gunnewijk (NED) (chrono)             | 14e                       |
| 18                        | Vera Koedooder (NED)                      | NP-1                      |

| Bigla BCT | Bigla BCT                                | Bigla BCT |
| --------- | ---------------------------------------- | --------- |
| Num       | Coureur                                  | Pos       |
| 21        | Nicole Brändli (SUI)                     | 2e        |
| 22        | Lidia Arcangeli (ITA)                    | 45e       |
| 23        | Monica Holler (SWE)                      | 78e       |
| 24        | Zulfiya Zabirova (KAZ) (route et chrono) | 73e       |
| 25        | Monika Furrer (SUI)                      | 66e       |
| 26        | Andrea Graus (AUT)                       | 18e       |
| 27        | Noemi Cantele (ITA)                      | 9e        |
| 28        | Andrea Knecht (SUI)                      | 79e       |

| Nobili Rubinetterie-Menikini NMC | Nobili Rubinetterie-Menikini NMC | Nobili Rubinetterie-Menikini NMC |
| -------------------------------- | -------------------------------- | -------------------------------- |
| Num                              | Coureur                          | Pos                              |
| 31                               | Edita Pučinskaitė (LTU) (chrono) | 1re                              |
| 32                               | Sigrid Corneo (ITA)              | 22e                              |
| 33                               | Olivia Gollan (AUS)              | 27e                              |
| 34                               | Marta Vilajosana (ESP)           | 32e                              |
| 35                               | Silvia Valsecchi (ITA) (chrono)  | 60e                              |
| 36                               | Miho Oki (JPN) (route et chrono) | 42e                              |
| 37                               | Emanuela Azzini (ITA)            | 46e                              |
| 38                               | Élodie Touffet (FRA)             | 41e                              |

| Fenixs-Colnago FEN | Fenixs-Colnago FEN                       | Fenixs-Colnago FEN |
| ------------------ | ---------------------------------------- | ------------------ |
| Num                | Coureur                                  | Pos                |
| 41                 | Svetlana Boubnenkova (RUS)               | 4e                 |
| 42                 | Ilenia Lazzaro (ITA)                     | AB                 |
| 43                 | Eva Lechner (ITA)                        | NP-4               |
| 44                 | Tatiana Antoshina (RUS)                  | 62e                |
| 45                 | Maja Adamsen (DEN)                       | 70e                |
| 46                 | Liane Bahler (GER)                       | 53e                |
| 47                 | Natalja Bojarskaja (RUS)                 | 81e                |
| 48                 | Charlotte Becker (GER) (chrono)          | 52e                |
| 48                 | Olga Sljussarewa (RUS) (route et chrono) | 5e                 |

| A.S. Team FRW FRW | A.S. Team FRW FRW            | A.S. Team FRW FRW |
| ----------------- | ---------------------------- | ----------------- |
| Num               | Coureur                      | Pos               |
| 51                | Giorgia Bronzini (ITA)       | 51e               |
| 52                | Ombretta Ugolini (ITA)       | 98e               |
| 53                | Kettj Manfrin (ITA)          | AB                |
| 54                | Tatyana Palchynska (UKR)     | 107e              |
| 55                | Lisa Gatto (ITA)             | AB-4              |
| 56                | Modesta Vžesniauskaitė (LTU) | 15e               |
| 57                | Martina Corazza (ITA)        | 68e               |
| 58                | Nina Ovcharenko (UKR)        | 86e               |

| Bianchi-Aliverti-Kookai ALI | Bianchi-Aliverti-Kookai ALI | Bianchi-Aliverti-Kookai ALI |
| --------------------------- | --------------------------- | --------------------------- |
| Num                         | Coureur                     | Pos                         |
| 61                          | Volha Hayeva (BLR)          | 12e                         |
| 62                          | Lise Christensen            | 20e                         |
| 63                          | Trine Hansen                | 39e                         |
| 64                          | Dorte Lohse Rasmussen (DEN) | 30e                         |
| 65                          | Mette Andersen (DEN)        | 77e                         |
| 66                          | Edwige Pitel (FRA)          | NP-1                        |

| Safi-Pasta Zara Manhattan SAF | Safi-Pasta Zara Manhattan SAF | Safi-Pasta Zara Manhattan SAF |
| ----------------------------- | ----------------------------- | ----------------------------- |
| Num                           | Coureur                       | Pos                           |
| 71                            | Veronica Andrèasson (SWE)     | 21e                           |
| 72                            | Zita Urbonaitė (LTU)          | 38e                           |
| 73                            | Silvia Parietti (ITA)         | 17e                           |
| 74                            | Rochelle Gilmore (AUS)        | 102e                          |
| 75                            | Anna Zugno (ITA)              | 58e                           |
| 76                            | Daniela Fusar Poli (ITA)      | 49e                           |
| 77                            | Sabrina Emmasi (SUI)          | 59e                           |
| 78                            | Miyoko Karami (JPN)           | NP-1                          |

| Top Girls Fassa Bortolo Raxy Line TOG | Top Girls Fassa Bortolo Raxy Line TOG | Top Girls Fassa Bortolo Raxy Line TOG |
| ------------------------------------- | ------------------------------------- | ------------------------------------- |
| Num                                   | Coureur                               | Pos                                   |
| 81                                    | Sabrina Bernardi (ITA)                | 103e                                  |
| 82                                    | Leticia Gil (ESP)                     | 71e                                   |
| 83                                    | Eneritz Iturriaga (ESP) (chrono)      | 10e                                   |
| 84                                    | Tatiana Guderzo (ITA)                 | 7e                                    |
| 85                                    | Tania Belvederesi (ITA)               | 91e                                   |
| 86                                    | Fabiana Luperini (ITA) (route)        | 6e                                    |
| 87                                    | Anna Dal Ferro (ITA)                  | AB-8                                  |
| 88                                    | Katia Longhin (ITA)                   | 61e                                   |

| Bizkaia-Panda Software-Durango BPD | Bizkaia-Panda Software-Durango BPD | Bizkaia-Panda Software-Durango BPD |
| ---------------------------------- | ---------------------------------- | ---------------------------------- |
| Num                                | Coureur                            | Pos                                |
| 91                                 | Cristina Alcalde (ESP)             | 11e                                |
| 92                                 | Arantzazu Azpiroz (ESP)            | 110e                               |
| 93                                 | Agurtzane Elorriaga (ESP)          | AB                                 |
| 94                                 | Emma Johansson (SWE)               | 47e                                |
| 95                                 | Gema Pascual (ESP)                 | 87e                                |
| 96                                 | Iosune Murillo Elkano (ESP)        | 44e                                |
| 97                                 | Naiara Telletxea (ESP)             | 40e                                |
| 98                                 | Maitane Telletxea (ESP)            | 93e                                |

| Saccarelli EMU Marsciano SEM | Saccarelli EMU Marsciano SEM | Saccarelli EMU Marsciano SEM |
| ---------------------------- | ---------------------------- | ---------------------------- |
| Num                          | Coureur                      | Pos                          |
| 101                          | Alessia Quarta (ITA)         | 82e                          |
| 102                          | Alessandra D'Ettorre (ITA)   | 97e                          |
| 103                          | Francesca Tognali (ITA)      | 90e                          |
| 104                          | Verónica Leal (MEX)          | 23e                          |
| 105                          | Monia Baccaille (ITA)        | 8e                           |
| 106                          | Chiara Rozzini (ITA)         | 101e                         |
| 107                          | Silvia Mancini (ITA)         | 108e                         |
| 108                          | Anna Farina (ITA)            | AB                           |

| Vlaanderen-Capri Sonne-T Interim VLL | Vlaanderen-Capri Sonne-T Interim VLL | Vlaanderen-Capri Sonne-T Interim VLL |
| ------------------------------------ | ------------------------------------ | ------------------------------------ |
| Num                                  | Coureur                              | Pos                                  |
| 111                                  | Ine Wannijn (BEL)                    | 100e                                 |
| 112                                  | Sofie Goor (BEL)                     | 13e                                  |
| 113                                  | Evy Van Damme (BEL)                  | 76e                                  |
| 114                                  | Cindy Pieters (BEL)                  | 63e                                  |
| 115                                  | Emma Davies (GBR)                    | 104e                                 |
| 116                                  | Debby Mansveld (NED)                 | 94e                                  |
| 117                                  | Laure Werner (BEL)                   | 75e                                  |
| 118                                  | Sharon Vandromme (BEL)               | 37e                                  |

| USC Chirio Forno d'Asolo USC | USC Chirio Forno d'Asolo USC        | USC Chirio Forno d'Asolo USC |
| ---------------------------- | ----------------------------------- | ---------------------------- |
| Num                          | Coureur                             | Pos                          |
| 121                          | Eleonora Soldo (ITA)                | AB                           |
| 122                          | Gessica Turato (ITA)                | 55e                          |
| 123                          | Tatiana Stiajkina (UKR)             | 25e                          |
| 124                          | Vera Carrara (ITA)                  | 56e                          |
| 125                          | Valeria Romina Pintos (ARG) (route) | AB-4                         |
| 126                          | Samantha Profumo (ITA)              | 89e                          |
| 127                          | Sabrina Zogli (ITA)                 | 109e                         |
| 128                          | Adriana Lovera (VEN)                | AB-4                         |

| SC Michela Fanini Record Rox MIC | SC Michela Fanini Record Rox MIC | SC Michela Fanini Record Rox MIC |
| -------------------------------- | -------------------------------- | -------------------------------- |
| Num                              | Coureur                          | Pos                              |
| 131                              | Francesca Castrucci (ITA)        | 85e                              |
| 132                              | Janildes Fernandes (BRA)         | 105e                             |
| 133                              | Rosane Kirch (BRA)               | 74e                              |
| 134                              | Maria Fanucci (ITA)              | AB-4                             |
| 135                              | Małgorzata Wysocka (POL)         | 83e                              |
| 136                              | Karin Aune (SWE)                 | 19e                              |
| 137                              | Claudia Marietta (ITA)           | 92e                              |
| 138                              | Annalisa Cucinotta (ITA)         | AB-4                             |

| Giant Pro Cycling GPC | Giant Pro Cycling GPC | Giant Pro Cycling GPC |
| --------------------- | --------------------- | --------------------- |
| Num                   | Coureur               | Pos                   |
| 141                   | Yanxia Jiang (CHN)    | AB-7                  |
| 142                   | Li Wang (CHN)         | NP-10                 |
| 143                   | Wu Yunmei (CHN)       | 99e                   |
| 144                   | Meng Lang (CHN)       | 29e                   |
| 145                   | Xiangyin Ruan (CHN)   | 57e                   |
| 146                   | Jing Chen (CHN)       | AB-3                  |
| 147                   | Li Meifang (CHN)      | 36e                   |
| 148                   | Yong Li Liu (CHN)     | 84e                   |

| Australie AUS | Australie AUS    | Australie AUS |
| ------------- | ---------------- | ------------- |
| Num           | Coureur          | Pos           |
| 151           | Natalie Bates    | 64e           |
| 152           | Jocelyn Loane    | 26e           |
| 153           | Emma Mackie      | AB            |
| 154           | Jenny MacPherson | 67e           |
| 155           | Kate Mercer      | 33e           |
| 156           | Kate Nichols     | 24e           |
| 157           | Candice Sullivan | 72e           |
| 158           | Amanda Spratt    | 96e           |

| Espagne ESP | Espagne ESP                 | Espagne ESP |
| ----------- | --------------------------- | ----------- |
| Num         | Coureur                     | Pos         |
| 161         | Debora Galves Lopez         | AB          |
| 162         | Belén López                 | NP-2        |
| 163         | Anna Henestora              | 31e         |
| 164         | Ana Garcia                  | 65e         |
| 165         | María Isabel Moreno (route) | 95e         |
| 166         | Alicia Palop                | 106e        |
| 167         | Rosario Rodriguez           | 43e         |
| 168         | Anna Sanchis                | 69e         |

Les dossards ne sont pas connus, seulement les intervalles pour chaque équipe.

### Autre
- (it) Site officiel